# Стрижак Інна Вікторівна
Стрижак Інна Вікторівна (уроджена — Дяченко; нар. 11 червня 1985, Дніпропетровськ) — українська легкоатлетка, заслужений майстер спорту України з легкої атлетики. Дворазова чемпіонка Літніх Паралімпійських ігор 2008 року, срібна та двічі бронзова призерка Літніх Паралімпійських ігор 2012 року, бронзова призерка Літніх Паралімпійських ігор 2000 року та Літніх Паралімпійських ігор 2004 року.
Займається в секції легкої атлетики Дніпропетровського обласного центру «Інваспорт»..
Навчалась у Дніпропетровському інституті фізичної культури і спорту.

## Державні нагороди
- Орден княгині Ольги II ст. (17 вересня 2012) — за досягнення високих спортивних результатів на XIV літніх Паралімпійських іграх у Лондоні, виявлені мужність, самовідданість та волю до перемоги, піднесення міжнародного авторитету України[4]
- Орден княгині Ольги III ст. (7 жовтня 2008) — за досягнення високих спортивних результатів на XIII літніх Паралімпійських іграх в Пекіні (Китайська Народна Республіка), виявлені мужність, самовідданість та волю до перемоги, піднесення міжнародного авторитету України[5]